# Glicozaminoglican
Glicozaminoglican (mucopolizaharida) - glicozaminoglicanii reprezinta componenta esentiala a substantei fundamentale! Sunt complexe polizaharidice liniare formate din dizaharide repetitive, obligatoriu existand o hexozamina (glucozamina, galactozamina) si un acid uronic ( glicuronic, iduronic). Glicozaminoglicanii pot fi sulfatati si nesulfatati! 
- Nesulfatati: Acidul hialuronic, acidul codroitinic
- Sulfatati (majoritatea): condroitin-sulfatii, dermatan-sulfatii, keratan-sulfatii, heparan-sulfatii si heparina!

Glicozaminoglicanii sunt legati covalent de o proteina, formand molecule de proteoglicani (mucoproteine), cu exceptia acidului hialuronic

## Legături externe
- en King M.  2005.  Glycosaminoglycans Arhivat în 8 februarie 2023, la Wayback Machine..  Indiana University School of Medicine  Accessed 31 decembrie 2006.
- en Glycosaminoglycans la Medical Subject Headings (MeSH), de la Biblioteca Națională de Medicină din Statele Unite
- en MRI evaluation of glycosaminoglycan loss (dGEMRIC evaluation) Arhivat în 22 august 2011, la Wayback Machine.